# Лејк Холидеј (Индијана)
Лејк Холидеј (енгл. Lake Holiday) насељено је место без административног статуса у америчкој савезној држави Индијана.

## Демографија
По попису из 2010. године број становника је 910.
| Група             | 2000.    | 2010.       |
| Белци             | 0 (0,0%) | 902 (99,1%) |
| Афроамериканци    | 0 (0,0%) | 2 (0,2%)    |
| Азијати           | 0 (0,0%) | 0 (0,0%)    |
| Хиспаноамериканци | 0 (0,0%) | 4 (0,4%)    |
| Укупно            | 0        | 910         |